# Tjärn (Bro socken, Värmland)
Tjärn är en sjö i Säffle kommun i Värmland och ingår i Göta älvs huvudavrinningsområde. Sjön har en area på 0,35 kvadratkilometer och ligger 66,7 meter över havet.

## Delavrinningsområde
Tjärn ingår i det delavrinningsområde (655313-134950) som SMHI kallar för Rinner till Vänern - Värmlandssjön. Medelhöjden är 62 meter över havet och ytan är 119,55 kvadratkilometer. Det finns inga avrinningsområden uppströms utan avrinningsområdet är högsta punkten. Avrinningsområdets utflöde Göta älv (Röa) mynnar i havet. Avrinningsområdet består mestadels av skog (75 procent) och jordbruk (14 procent). Avrinningsområdet har 0,94 kvadratkilometer vattenytor vilket ger det en sjöprocent på 0,8 procent.